# Яворський Василь
Васи́ль Іванович Яво́рський (21 листопада 1852, село Явора, нині Турківського району Львівської області — 28 травня 1926, м. Новий Сонч) — український галицький громадсько-політичний діяч. За освітою правник.

## Біографія
Родом із Турківщини — народився у с. Явора, Самбірський округ, Королівство Галичини та Володимирії, Австрійська імперія, нині Турківського району Львівської області, Україна.
Початкову освіту здобув в окружній головній школі з німецькою мовою викладання при василіянському монастирі в Лаврові (поч. 1860-х), потім навчався у гімназії в м. Дрогобич, закінчив гімназію у м. Самбір, а потім юридичний факультет Львівського університету.
Діяч Бережанщини. Працюючи президентом Окружної дирекції скарбу в Бережанах, зблизився з письменником Андрієм Чайковським, разом із ним заснував товариства «Боян», «Надія». Обраний послом австрійського парламенту Х каденції від округу № 21 (Бережанський, Рогатинський, Підгаєцький повіти; 1901—1907 роки).
Засновник у 1903 р. (у співпраці з Р. Сембратовичем і А. Косо) українського журналу у Відні «Ruthenische Revue» (у 1906—1915 — «Ukrainische Rundschau»).
Конфлікт із Крайовою дирекцією скарбу спричинив переведення Яворського до Кракова, опісля до Нового Сонча. Від 1901 року в Новому Санчі. Діяч західної Лемківщини (засновник Лемківського банку, бурси та філії товариства «Просвіта», його заходами побудовано греко-католицьку церкву).
У Новому Санчі Яворський вступив до «Товариства руської бурси», де зблизився з начальником повітового суду Петром Лінинським, який із лемківськими священиками Т. Качмариком, Г. Гнатишаком, Й. Мохнацьким, І. Дуркотом, Є. Венгриновичем 1898 року створили «Руську бурсу». Незгоди спричинилися до того, що 1901 року загальні збори Товариства виключили з його рядів засновника П. Лінинського. На знак протесту з товариства вийшов і Яворський. Обидва того ж року створили в Новому Санчі «Українську бурсу» коштом В. Яворського.
1902 року з його ініціативи відкрито у Новому Санчі «Лемківський банк», засновано філію «Просвіти», якою він керував від 1904 року до кінця життя. Завдяки невичерпній енергії фундатора філія принесла багато користі лемкам у піднесенні їх освітнього і культурного рівня.
Меценат і добродій української молоді, почесний член «Просвіти».
У парламенті Яворський вносив інтерпеляції проти надуживань у податкових справах і на оборону «Січей» (1905), переслідуваних намісником А. Потоцьким, очолив делегацію «Січей» до президента міністрів Бека, яка інформувала про переслідування з боку австрійської адміністрації.